# Список умерших в 793 году

## Дата смерти неизвестна или требует уточнения
- Аль-Ахфаш аль-Акбар, арабский грамматик, филолог, лингвист, представитель басрийской школы.
- Кайрпре мак Лайдкнен, король Уи Хеннселайг (Южного Лейнстера) (778—793).